# Дир Парк (Калифорнија)
Дир Парк (енгл. Deer Park) насељено је место без административног статуса у америчкој савезној држави Калифорнија.

## Демографија
По попису из 2010. године број становника је 1.267, што је 166 (-11,6%) становника мање него 2000. године.
| Група             | 2000.         | 2010.         |
| Белци             | 1.206 (84,2%) | 1.031 (81,4%) |
| Афроамериканци    | 19 (1,3%)     | 13 (1,0%)     |
| Азијати           | 41 (2,9%)     | 51 (4,0%)     |
| Хиспаноамериканци | 135 (9,4%)    | 147 (11,6%)   |
| Укупно            | 1.433         | 1.267         |